# Colobanthus muscoides
Colobanthus muscoides är en nejlikväxtart som beskrevs av Joseph Dalton Hooker. Colobanthus muscoides ingår i släktet Colobanthus, och familjen nejlikväxter. Inga underarter finns listade i Catalogue of Life.